# 2,4-dinitrofenol
El 2,4-dinitrofenol es un agente desacoplante, es decir, desacopla la cadena de transporte de 
electrones de la fosforilación oxidativa.  Inicialmente fue presentado como una droga quemadora de grasa  pero luego fue prohibida debido a que causaba la muerte al 10% de los consumidores. 
El desacoplamiento se produce ya que el 2,4-dinitrofenol hace permeable a los protones de la membrana interna mitocondrial deshaciendo la relación obligada entre la cadena respiratoria y la fosforilación oxidativa. El efecto de esta sustancia por tanto es la inhibición de la producción de ATP al no generarse el gradiente de pH, pero si permite que la cadena de transporte de electrones continúe funcionando.

## Síntesis
El DNP se produce por hidrólisis de 2,4-dinitroclorobenceno, mezclando a éste con NaOH a temperatura elevada. La reacción es mol a mol y el exceso de NaOH se elimina extrayendo el producto de la reacción con éter y más tarde evaporando el éter.